# Protocol de registre múltiple
El protocol de registre múltiple (MRP), que va substituir el protocol de registre d'atributs genèrics (GARP), és un marc de registre genèric definit per l'esmena IEEE 802.1ak a l'estàndard IEEE 802.1Q. MRP permet als ponts, commutadors o altres dispositius similars registrar i cancel·lar el registre dels valors d'atributs, com ara identificadors de VLAN i pertinença a grups de multidifusió a través d'una gran xarxa d'àrea local. MRP opera a la capa d'enllaç de dades.

## Història
GARP va ser definit pel grup de treball IEEE 802.1 per proporcionar un marc genèric que permeti als ponts (o altres dispositius com els commutadors) registrar i anul·lar el registre de valors d'atributs com ara identificadors de VLAN i pertinença a grups multicast. GARP defineix l'arquitectura, les regles de funcionament, les màquines d'estat i les variables per al registre i la baixa dels valors d'atributs. GARP va ser utilitzat per dues aplicacions: GARP VLAN Registration Protocol (GVRP) per registrar l'enllaç troncal de VLAN entre commutadors multicapa, i pel GARP Multicast Registration Protocol (GMRP). Els dos últims eren principalment millores per a commutadors compatibles amb VLAN per definició a IEEE 802.1Q.
El protocol de registre múltiple (MRP) es va introduir per substituir GARP, amb l'esmena IEEE 802.1ak el 2007. Les dues aplicacions GARP també es van modificar per utilitzar MRP. GMRP es va substituir per Protocol de registre MAC múltiple (MMRP) i GVRP es va substituir per Protocol de registre VLAN múltiple (MVRP). Aquest canvi essencialment va traslladar les definicions de GARP, GVRP i GMRP a un entorn basat en 802.1Q, la qual cosa implica que ja eren conscients de la VLAN. Això també va permetre una racionalització significativa del protocol subjacent sense gaire canvi a la interfície de les aplicacions.
El nou protocol i les aplicacions van solucionar un problema amb l'antic sistema basat en GVRP basat en GARP, on un simple registre o una migració per error podia trigar molt de temps a convergir en una xarxa gran, provocant una degradació significativa de l'ample de banda.
S'espera que GARP s'elimini de IEEE 802.1D en algun moment en el futur.

## Protocol de registre MAC múltiple
El protocol de registre MAC múltiple és un protocol de capa d'enllaç de dades (capa 2) per registrar adreces MAC de grup (és a dir, multicast) en diversos commutadors. És una aplicació MRP, definida originalment a IEEE 802.1ak-2007 i posteriorment inclosa a 802.1Q. Va substituir el GMRP basat en 802.1D. El propòsit de MMRP és permetre que el trànsit de multidifusió a les LAN pontades es limiti a les àrees de la xarxa on sigui necessari.

## Protocol de registre de VLAN múltiple
MVRP, que va substituir GVRP, és un protocol de xarxa de capa 2 basat en estàndards, per a la configuració automàtica de la informació de VLAN als commutadors. Es va definir a l'esmena 802.1ak a 802.1Q-2005.
Dins d'una xarxa de capa 2, MVRP proporciona un mètode per compartir dinàmicament informació de VLAN i configurar les VLAN necessàries. Per exemple, per afegir un port de commutació a una VLAN, només cal reconfigurar el port final o el dispositiu de xarxa compatible amb VLAN connectat al port de commutació, i tots els troncals de VLAN necessaris es creen dinàmicament als altres commutadors habilitats per MVRP.. Sense utilitzar MVRP, és necessària una configuració manual dels troncs de VLAN o l'ús del mètode propietari d'un fabricant.
És mitjançant MVRP que les entrades de VLAN dinàmiques s'actualitzaran a la base de dades de filtratge. En resum, MVRP ajuda a mantenir la configuració de VLAN de manera dinàmica basada en les configuracions de xarxa actuals.
802.1Q permet:
1. Configuració dinàmica i distribució de la informació de pertinença a VLAN mitjançant l'MVRP
2. Configuració estàtica de la informació de pertinença a VLAN mitjançant mecanismes de gestió, que permeten la configuració d'entrades de registre de VLAN estàtiques.
3. Configuració combinada estàtica i dinàmica, en què algunes VLAN es configuren mitjançant mecanismes de gestió i per a altres VLAN, es basa en MVRP per establir la configuració.

MVRP defineix una aplicació MRP que proporciona el servei de registre de VLAN. MVRP fa ús de la Declaració d'Atributs MRP (MAD) i la Propagació d'Atributs MRP (MAP), que proporcionen les descripcions comunes de la màquina d'estat i els mecanismes de propagació d'informació comuns definits per al seu ús en aplicacions basades en MRP. MVRP proporciona un mecanisme per al manteniment dinàmic del contingut de les entrades de registre de VLAN dinàmiques per a cada VLAN i per propagar la informació que contenen a altres ponts. Aquesta informació permet als dispositius compatibles amb MVRP establir i actualitzar dinàmicament el seu coneixement del conjunt de VLAN que actualment tenen membres actius i a través de quins ports es pot accedir a aquests membres. L'objectiu principal de l'MVRP és permetre que els commutadors descobreixin automàticament part de la informació de la VLAN que, d'altra manera, s'hauria de configurar manualment.